# Cobcrephora
Cobcrephora és un gènere de poliplacòfor conegut del Silurià de Gotland. La seva interpretació com a poliplacòfor és objecte de debat.
La seva closca de mol·lusc és única, ja que Cobcrephora va ser descrit basant-se en esclerites de fosfat aïllades. Les seves esclerites que se sobreposen són arquejades i petites, comprenen dues capes de closca, i tenen projeccions lamel·lars.